# Plymouth GTX
Plymouth GTX, bilmodell tillverkad av Plymouth. Den är en muskelbil i det mer luxuösa segmentet. Den fanns med flera olika V8-motorer, till exempel 440 Six-Pack och 426 Hemi.
- Wikimedia Commons har media som rör Plymouth GTX.